# Da spaniolerne kom til Danmark
Da spaniolerne kom til Danmark er en dansk dokumentarfilm fra 2008 instrueret af Laila Hodell og Elisabeth Colding.